# Tabebuia glaucescens
Tabebuia glaucescens là một loài thực vật có hoa trong họ Chùm ớt. Loài này được Urb. miêu tả khoa học đầu tiên năm 1925.